# Epoke (tidsskrift)
 For alternative betydninger, se Epoke (flertydig). (Se også artikler, som begynder med Epoke)
Epoke var et kulturtidsskrift, som udkom 1985-1986 med fire årlige numre. 1. årgang udkom i et oplag på 2.000 ekspl. pr. nr. og 2. årgang som et selvstændigt kvartalstillæg til Jyllands-Posten og i et oplag som avisens på ca. 140.000 ekspl. 
1. årgang blev redigeret af Bent Jensen og Flemming Chr. Nielsen og 2. årgang af Flemming Chr. Nielsen, Vincens Steensen-Leth og Preben Major Sørensen.
Blandt bidragyderne var Timothy Garton Ash, Joseph Brodsky, Vaclav Havel, Paul Johnson, Ivan Klima, Leszek Kolakowski, Czeslaw Milosz, Slawomir Mrozek, Octavio Paz og Jerzy Popieluszko foruden danske forfattere og debattører som Jørgen Gustava Brandt, David Favrholdt, David Gress, Svend Åge Madsen og Per Stig Møller.
Epoke blev udgivet af Morgenavisen Jyllands-Posten. 1. nummer udkom 9. februar 1985 og blev samme dag anmeldt af Elsa Gress i Jyllands-Posten.